# دارين جونسون
دارين جونسون (بالإنجليزية: Darren Johnson)‏ هو سياسي بريطاني، ولد في 1966 في المملكة المتحدة. حزبياً، نشط في حزب الخضر في إنجلترا وويلز.